# Cena Kaspera Salina

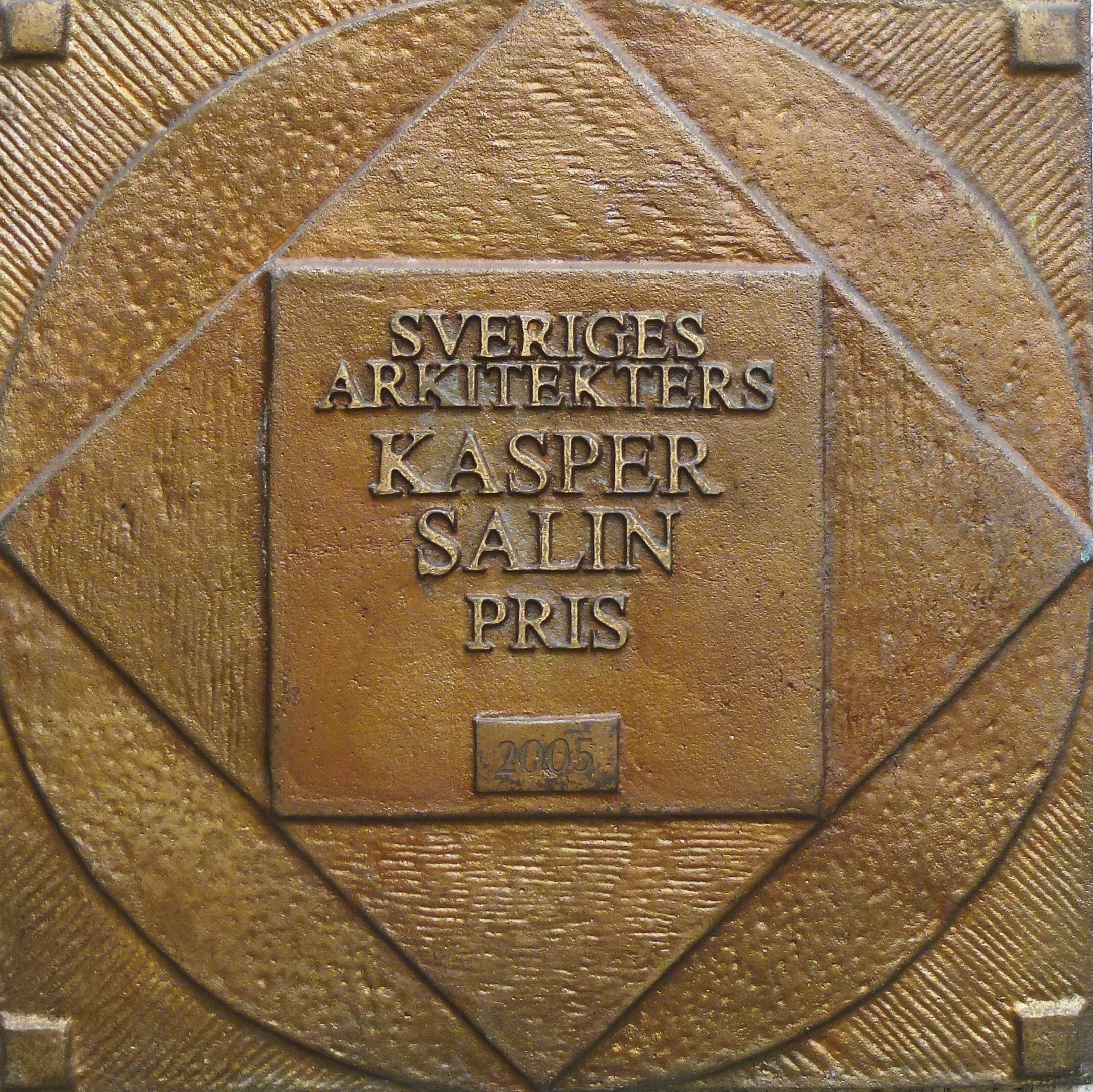
Bronzová plaketa pro vítězný projekt se připevňuje přímo na danou budovu

Cena Kaspera Salina je švédské ocenění v oblasti architektury, které každoročně uděluje architektonická asociace Sveriges Arkitekter. O cenu se mohou ucházet švédské nově postavené budovy či skupiny budov.
Cena je udělována od roku 1962. Financována byla ze jmění Kaspera Salina (1856–1919), který ve své době působil mimo jiné jako stockholmský městský architekt. Oceněný projekt získává bronzový reliéf, navržený architektem Bengtem Lindroosem.